# Podalírio

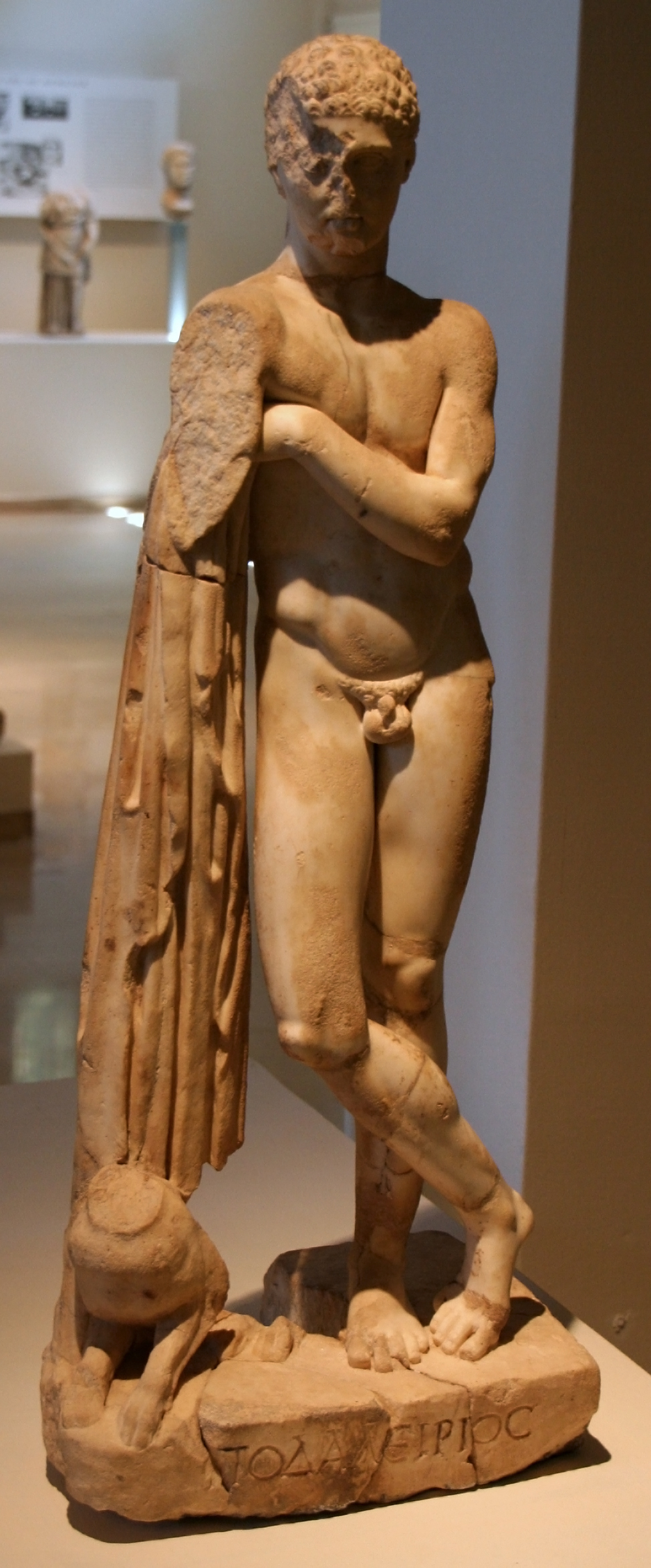
Estátua de Podalírio

Em mitologia grega, Podalírio (Podalirius) era filho de Epione e Asclépio e irmão de Machaon, tendo herdado o dom da cura do seu pai. Os dois irmãos governaram as cidades de Tricca, Ithome e Oechalia e foram convidados, devido à sua reputação na área da medicina, para a expedição a Troia onde, na Guerra de Troia, prestaram serviço como médicos do exército grego.
É tido como um dos tutorados de Quíron.
Homero, na Ilíada, refere-se a Podalírio e ao irmão, como dois excelentes médicos, filhos de Asclépio. Ovídio refere-se a ele como grande entre os gregos na arte da cura.